# KBO 골든글러브
KBO 골든글러브(KBO Golden Glove Award)은 KBO 리그에서 매해 각 포지션별로 가장 우수한 활약을 한 선수에게 주어지는 상이다. 본 명칭은 한국프로야구 골든글러브(Korean Professional Baseball League Golden Glove Award)이었으나 KBO의 브랜드 아이덴디티 통합 작업에 따라 2015시즌부터 "KBO 골든글러브"라는 새로운 명칭을 사용하게 되었다.

## 개요
KBO에서 주최하고 있으며 한국 프로 야구 창립 기념일을 기념하여 매년 동일하게 12월 11일에 열린다.
한국 프로 야구 첫 해인 1982년과 1983년까지는 최고 수비수를 뽑는 취지의 시상식인 만큼 투표 없이 수비율로 수상자를 결정하였으나, 1984년부터는 베스트 10의 시상과 통합되면서 수비는 물론 공격 능력과 인지도까지 아울러서 평가하는 상으로 바뀌며 1984년부터는 지명 타자 부문도 신설되었다. 1985년까지는 좌익수, 중견수, 우익수 부문을 분리해 시상했었지만 1986년부터는 외야수 부문으로 통합되어 시상되었다. 시즌에 활동했던 선수들 중 골든글러브 수상 자격이 되는 기록을 보유한 선수들이 먼저 후보자 명단에 오르고, 최종 수상자는 시상식 당일 프로 야구 기자단과 방송 관계자들의 투표로 결정된다.

## 수상자 명단
| 1982 | 황태환 (OB)     | 김용운 (MBC)    | 김용달 (MBC)    | 차영화 (해태)   | 김용희 (롯데) | 오대석 (삼성)   | 김준환 (해태)   | 김성관 (롯데)   | 양승관 (삼미)     |  | -                 |
| 1983 | 장명부 (삼미)   | 이만수 (삼성)   | 신경식 (OB)     | 정구선 (삼미)   | 김용희 (롯데) | 김재박 (MBC)    | 김종모 (해태)   | 박종훈 (OB)     | 장효조 (삼성)     |  | -                 |
| 1984 | 최동원 (롯데)   | 이만수 (삼성)   | 김용철 (롯데)   | 정구선 (삼미)   | 이광은 (MBC)  | 김재박 (MBC)    | 김종모 (해태)   | 홍문종 (롯데)   | 장효조 (삼성)     |  | 양세종 (OB)       |
| 1985 | 김시진 (삼성)   | 이만수 (삼성)   | 김성한 (해태)   | 정구선 (청보)   | 이순철 (해태) | 김재박 (MBC)    | 박종훈 (OB)     | 이광은 (MBC)    | 장효조 (삼성)     |  | 김용희 (롯데)     |
| 1986 | 선동열 (해태)   | 이만수 (삼성)   | 김성한 (해태)   | 김성래 (삼성)   | 한대화 (해태) | 김재박 (MBC)    | 김종모 (해태)   | 이광은 (MBC)    | 장효조 (삼성)     |  | 김봉연 (해태)     |
| 1987 | 김시진 (삼성)   | 이만수 (삼성)   | 김성한 (해태)   | 김성래 (삼성)   | 한대화 (해태) | 류중일 (삼성)   | 김종모 (해태)   | 이광은 (MBC)    | 장효조 (삼성)     |  | 유승안 (빙그레)   |
| 1988 | 선동열 (해태)   | 장채근 (해태)   | 김성한 (해태)   | 김성래 (삼성)   | 한대화 (해태) | 장종훈 (빙그레) | 이순철 (해태)   | 이강돈 (빙그레) | 이정훈 (빙그레)   |  | 김용철 (롯데)     |
| 1989 | 선동열 (해태)   | 유승안 (빙그레) | 김성한 (해태)   | 강기웅 (삼성)   | 한대화 (해태) | 김재박 (MBC)    | 김일권 (태평양) | 이강돈 (빙그레) | 고원부 (빙그레)   |  | 박철우 (해태)     |
| 1990 | 선동열 (해태)   | 김동수 (LG)     | 김상훈 (LG)     | 강기웅 (삼성)   | 한대화 (해태) | 장종훈 (빙그레) | 이호성 (해태)   | 이강돈 (빙그레) | 이정훈 (빙그레)   |  | 박승호 (삼성)     |
| 1991 | 선동열 (해태)   | 장채근 (해태)   | 김성한 (해태)   | 박정태 (롯데)   | 한대화 (해태) | 류중일 (삼성)   | 이순철 (해태)   | 이호성 (해태)   | 이정훈 (빙그레)   |  | 장종훈 (빙그레)   |
| 1992 | 염종석 (롯데)   | 장채근 (해태)   | 장종훈 (빙그레) | 박정태 (롯데)   | 송구홍 (LG)   | 박계원 (롯데)   | 이순철 (해태)   | 김응국 (롯데)   | 이정훈 (빙그레)   |  | 김기태 (쌍방울)   |
| 1993 | 선동열 (해태)   | 김동수 (LG)     | 김성래 (삼성)   | 강기웅 (삼성)   | 한대화 (LG)   | 이종범 (해태)   | 이순철 (해태)   | 전준호 (롯데)   | 김광림 (쌍방울)   |  | 김기태 (쌍방울)   |
| 1994 | 정명원 (태평양) | 김동수 (LG)     | 서용빈 (LG)     | 박종호 (LG)     | 한대화 (LG)   | 이종범 (해태)   | 윤덕규 (태평양) | 김재현 (LG)     | 박노준 (쌍방울)   |  | 김기태 (쌍방울)   |
| 1995 | 이상훈 (LG)     | 김동수 (LG)     | 장종훈 (한화)   | 이명수 (OB)     | 홍현우 (해태) | 김민호 (OB)     | 김광림 (쌍방울) | 전준호 (롯데)   | 김상호 (OB)       |  | 김형석 (OB)       |
| 1996 | 구대성 (한화)   | 박경완 (쌍방울) | 김경기 (현대)   | 박정태 (롯데)   | 홍현우 (해태) | 이종범 (해태)   | 박재홍 (현대)   | 김응국 (롯데)   | 양준혁 (삼성)     |  | 박재용 (해태)     |
| 1997 | 이대진 (해태)   | 김동수 (LG)     | 이승엽 (삼성)   | 최태원 (쌍방울) | 홍현우 (해태) | 이종범 (해태)   | 박재홍 (현대)   | 이병규 (LG)     | 양준혁 (삼성)     |  | 박재용 (해태)     |
| 1998 | 정민태 (현대)   | 박경완 (현대)   | 이승엽 (삼성)   | 박정태 (롯데)   | 김한수 (삼성) | 유지현 (LG)     | 박재홍 (현대)   | 김재현 (LG)     | 전준호 (현대)     |  | 양준혁 (삼성)     |
| 1999 | 정민태 (현대)   | 김동수 (삼성)   | 이승엽 (삼성)   | 박정태 (롯데)   | 김한수 (삼성) | 유지현 (LG)     | 정수근 (두산)   | 이병규 (LG)     | 호세 (롯데)       |  | 로마이어 (한화)   |
| 2000 | 임선동 (현대)   | 박경완 (현대)   | 이승엽 (삼성)   | 박종호 (현대)   | 김동주 (두산) | 박진만 (현대)   | 박재홍 (현대)   | 이병규 (LG)     | 송지만 (한화)     |  | 우즈 (두산)       |
| 2001 | 신윤호 (LG)     | 홍성흔 (두산)   | 이승엽 (삼성)   | 안경현 (두산)   | 김한수 (삼성) | 박진만 (현대)   | 정수근 (두산)   | 이병규 (LG)     | 심재학 (두산)     |  | 양준혁 (LG)       |
| 2002 | 송진우 (한화)   | 진갑용 (삼성)   | 이승엽 (삼성)   | 김종국 (KIA)    | 김한수 (삼성) | 브리또 (삼성)   | 이종범 (KIA)    | 심정수 (현대)   | 송지만 (한화)     |  | 마해영 (삼성)     |
| 2003 | 정민태 (현대)   | 김동수 (현대)   | 이승엽 (삼성)   | 안경현 (두산)   | 김한수 (삼성) | 홍세완 (KIA)    | 이종범 (KIA)    | 심정수 (현대)   | 양준혁 (삼성)     |  | 김동주 (두산)     |
| 2004 | 배영수 (삼성)   | 홍성흔 (두산)   | 양준혁 (삼성)   | 박종호 (삼성)   | 김한수 (삼성) | 박진만 (삼성)   | 브룸바 (현대)   | 이병규 (LG)     | 박한이 (삼성)     |  | 김기태 (SK)       |
| 2005 | 손민한 (롯데)   | 진갑용 (삼성)   | 김태균 (한화)   | 안경현 (두산)   | 이범호 (한화) | 손시헌 (두산)   | 서튼 (현대)     | 이병규 (LG)     | 데이비스 (한화)   |  | 김재현 (SK)       |
| 2006 | 류현진 (한화)   | 진갑용 (삼성)   | 이대호 (롯데)   | 정근우 (SK)     | 이범호 (한화) | 박진만 (삼성)   | 이용규 (KIA)    | 이택근 (현대)   | 박한이 (삼성)     |  | 양준혁 (삼성)     |
| 2007 | 리오스 (두산)   | 박경완 (SK)     | 이대호 (롯데)   | 고영민 (두산)   | 김동주 (두산) | 박진만 (삼성)   | 이종욱 (두산)   | 심정수 (삼성)   | 이대형 (LG)       |  | 양준혁 (삼성)     |
| 2008 | 김광현 (SK)     | 강민호 (롯데)   | 김태균 (한화)   | 조성환 (롯데)   | 김동주 (두산) | 박기혁 (롯데)   | 이종욱 (두산)   | 김현수 (두산)   | 가르시아 (롯데)   |  | 홍성흔 (롯데)     |
| 2009 | 로페즈 (KIA)    | 김상훈 (KIA)    | 최희섭 (KIA)    | 정근우 (SK)     | 김상현 (KIA)  | 손시헌 (두산)   | 박용택 (LG)     | 김현수 (두산)   | 이택근 (히어로즈) |  | 홍성흔 (롯데)     |
| 2010 | 류현진 (한화)   | 조인성 (LG)     | 최준석 (두산)   | 조성환 (롯데)   | 이대호 (롯데) | 강정호 (넥센)   | 이종욱 (두산)   | 김현수 (두산)   | 김강민 (SK)       |  | 홍성흔 (롯데)     |
| 2011 | 윤석민 (KIA)    | 강민호 (롯데)   | 이대호 (롯데)   | 안치홍 (KIA)    | 최정 (SK)     | 이대수 (한화)   | 이용규 (KIA)    | 최형우 (삼성)   | 손아섭 (롯데)     |  | 홍성흔 (롯데)     |
| 2012 | 장원삼 (삼성)   | 강민호 (롯데)   | 박병호 (넥센)   | 서건창 (넥센)   | 최정 (SK)     | 강정호 (넥센)   | 이용규 (KIA)    | 박용택 (LG)     | 손아섭 (롯데)     |  | 이승엽 (삼성)     |
| 2013 | 손승락 (넥센)   | 강민호 (롯데)   | 박병호 (넥센)   | 정근우 (한화)   | 최정 (SK)     | 강정호 (넥센)   | 박용택 (LG)     | 최형우 (삼성)   | 손아섭 (롯데)     |  | 이병규 (LG)       |
| 2014 | 밴 헤켄 (넥센)  | 양의지 (두산)   | 박병호 (넥센)   | 서건창 (넥센)   | 박석민 (삼성) | 강정호 (넥센)   | 나성범 (NC)     | 최형우 (삼성)   | 손아섭 (롯데)     |  | 이승엽 (삼성)     |
| 2015 | 해커 (NC)       | 양의지 (두산)   | 테임즈 (NC)     | 나바로 (삼성)   | 박석민 (NC)   | 김재호 (두산)   | 나성범 (NC)     | 김현수 (두산)   | 유한준 (kt)       |  | 이승엽 (삼성)     |
| 2016 | 니퍼트 (두산)   | 양의지 (두산)   | 테임즈 (NC)     | 서건창 (넥센)   | 최정 (SK)     | 김재호 (두산)   | 김주찬 (KIA)    | 최형우 (KIA)    | 김재환 (두산)     |  | 김태균 (한화)     |
| 2017 | 양현종 (KIA)    | 강민호 (삼성)   | 이대호 (롯데)   | 안치홍 (KIA)    | 최정 (SK)     | 김선빈 (KIA)    | 버나디나 (KIA)  | 최형우 (KIA)    | 손아섭 (롯데)     |  | 박용택 (LG)       |
| 2018 | 린드블럼 (두산) | 양의지 (두산)   | 박병호 (넥센)   | 안치홍 (KIA)    | 허경민 (두산) | 김하성 (넥센)   | 이정후 (넥센)   | 전준우 (롯데)   | 김재환 (두산)     |  | 이대호 (롯데)     |
| 2019 | 린드블럼 (두산) | 양의지 (NC)     | 박병호 (키움)   | 박민우 (NC)     | 최정 (SK)     | 김하성 (키움)   | 이정후 (키움)   | 샌즈 (키움)     | 로하스 (kt)       |  | 페르난데스 (두산) |
| 2020 | 알칸타라 (두산) | 양의지 (NC)     | 강백호 (kt)     | 박민우 (NC)     | 황재균 (kt)   | 김하성 (키움)   | 이정후 (키움)   | 김현수 (LG)     | 로하스 (kt)       |  | 최형우 (KIA)      |
| 2021 | 미란다 (두산)   | 강민호 (삼성)   | 강백호 (kt)     | 정은원 (한화)   | 최정 (SSG)    | 김혜성 (키움)   | 이정후 (키움)   | 홍창기 (LG)     | 구자욱 (삼성)     |  | 양의지 (NC)       |
| 2022 | 안우진 (키움)   | 양의지 (두산)   | 박병호 (kt)     | 김혜성 (키움)   | 최정 (SSG)    | 오지환 (LG)     | 이정후 (키움)   | 나성범 (KIA)    | 피렐라 (삼성)     |  | 이대호 (롯데)     |
| 2023 | 페디 (NC)       | 양의지 (두산)   | 오스틴 (LG)     | 김혜성 (키움)   | 노시환 (한화) | 오지환 (LG)     | 박건우 (NC)     | 홍창기 (LG)     | 구자욱 (삼성)     |  | 손아섭 (NC)       |
| 2024 | 하트 (NC)       | 강민호 (삼성)   | 오스틴 (LG)     | 김혜성 (키움)   | 김도영 (KIA)  | 박찬호 (KIA)    | 레이예스 (롯데) | 로하스 (kt)     | 구자욱 (삼성)     |  | 최형우 (KIA)      |

## 베스트 10
원년인 1982년과 1983년엔 수비율만으로 골든글러브를 시상했으며, 지금의 골든글러브와 비슷한 성격의 상으론 베스트 10이 있었다. 당시의 골든글러브는 신문에 거의 보도조차 되지 않았을 정도로 그 중요도가 낮게 다뤄졌지만 1984년부터 베스트 10과 통합되면서 지금의 모습이 되었다. 오히려 베스트 10은 언론에서 크게 보도했다.[관련글]
따라서 1982년과 1983년 두 시즌의 현재의 골든글러브 수상자개념에 부합되는 수상자는 이 베스트 10 명단에 가깝다 보아도 무방할 수 있다. 수상자는 다음과 같다. (포지션 순, * 외야의 경우 지금의 골든글러브와 다르게 좌익수, 중견수, 우익수를 나눠서 시상했다.)
1982년 베스트 10 수상자
= 박철순(OB 베어스), 이만수(삼성 라이온즈), 김봉연(해태 타이거즈), 구천서(OB 베어스), 이광은(MBC 청룡), 오대석(삼성 라이온즈), 이종도(MBC 청룡), 장태수(삼성 라이온즈), 윤동균(OB 베어스), 백인천(MBC 청룡)
1983년 베스트 10 수상자
= 장명부(삼미 슈퍼스타스), 김무종(해태 타이거즈), 김성한(해태 타이거즈), 김인식(MBC 청룡), 김용희(롯데 자이언츠), 김재박(MBC 청룡), 김종모(해태 타이거즈), 김일권(해태 타이거즈), 장효조(삼성 라이온즈), 김봉연(해태 타이거즈)

## 각종 기록
| 수상 횟수 | 선수명                                                                                           |
| --------- | ------------------------------------------------------------------------------------------------ |
| 10회      | 이승엽                                                                                           |
| 9회       | 양의지                                                                                           |
| 8회       | 한대화 · 양준혁 · 최정                                                                           |
| 7회       | 김동수 · 이병규 · 이대호 · 최형우 · 강민호                                                       |
| 6회       | 김성한 · 선동열 · 이종범 · 김한수 · 홍성흔 · 박병호 · 손아섭                                     |
| 5회       | 장효조 · 이만수 · 김재박 · 이순철 · 박정태 · 장종훈 · 박진만 · 김현수 · 이정후                   |
| 4회       | 이광은 · 김종모 · 이정훈 · 김성래 · 박재홍 · 김기태 · 박경완 · 김동주 · 박용택 · 강정호 · 김혜성 |

| 부문     | 수상 횟수 | 선수명                   |
| -------- | --------- | ------------------------ |
| 투수     | 6회       | 선동열                   |
| 포수     | 8회       | 양의지                   |
| 1루수    | 7회       | 이승엽                   |
| 2루수    | 5회       | 박정태                   |
| 3루수    | 8회       | 한대화 · 최정            |
| 유격수   | 5회       | 김재박 · 박진만          |
| 외야수   | 6회       | 이병규                   |
| 지명타자 | 4회       | 김기태 · 양준혁 · 홍성흔 |

| 구단                                                    | 수상 횟수 |
| ------------------------------------------------------- | --------- |
| KIA 타이거즈 해태 타이거즈                              | 72회      |
| 삼성 라이온즈                                           | 72회      |
| 두산 베어스 OB 베어스                                   | 52회      |
| LG 트윈스 MBC 청룡                                      | 50회      |
| 롯데 자이언츠                                           | 47회      |
| 한화 이글스 빙그레 이글스                               | 31회      |
| 키움 히어로즈                                           | 30회      |
| 현대 유니콘스 태평양 돌핀스 청보 핀토스 삼미 슈퍼스타즈 | 30회      |
| SSG 랜더스 SK 와이번스                                  | 17회      |
| NC 다이노스                                             | 14회      |
| KT 위즈                                                 | 7회       |
| 쌍방울 레이더스                                         | 7회       |

## 주요 기록
| #                   | 내용'                                                     | 내용' | 기타 |
| ------------------- | --------------------------------------------------------- | --- | ---- |
| 부문별              | 한 부문의 개인 최다 연속 수상                             | 7년 연속 수상 - 이승엽 (1루수 부문, 1997~2003년) |      |
| 부문별              | 개인 통산 최다 수상                                       | 10개 - 이승엽 (1루수 부문<1997~2003년> 7회, 지명타자<2012, 2014, 2015년> 3회) |      |
| 부문별              | 최다 부문 개인 수상                                       | 3개 부문 수상 - 장종훈 (1루수 2회, 유격수 2회, 지명타자 1회) - 양준혁 (지명타자 4회, 외야수 3회, 1루수 1회) - 이대호 (1루수 4회, 3루수 1회, 지명타자 2회)                                                                                                   |      |
| 한국시리즈 관련     | 한국시리즈 우승 팀 최다 수상                              | 6개 부문 수상 : 해태 타이거즈(1991년) |      |
| 한국시리즈 관련     | 한국시리즈 우승 팀 최소 수상 :                            | 수상자 없음 : SK 와이번스 : (2018년) 1개 부문 수상 OB 베어스(1982년), 해태 타이거즈(1983년), 한화 이글스(1999년) 현대 유니콘스(2004년), 삼성 라이온즈(2005년, 2011년, 2013년), SK 와이번스(2007년, 2008년, 2010년)                                          |      |
| 한국시리즈 관련     | 한국시리즈 준우승 팀 최소 수상                            | 수상자 없음 : LG 트윈스(2002년), SK 와이번스(2003년), 삼성 라이온즈(2010년), 두산 베어스(2013년, 2017년) |      |
| 역대 최다 수상팀    | 72개 골든글러브 수상자 배출 : KIA 타이거즈, 삼성 라이온즈 | 72개 골든글러브 수상자 배출 : KIA 타이거즈, 삼성 라이온즈 |      |
| 한 시즌 최다 수상팀 | 6개 부문 수상 : 해태 타이거즈(1991년)                     | 6개 부문 수상 : 해태 타이거즈(1991년) |      |
| 나이 관련           | 최고령 수상자                                             | 40세 11개월 27일 : 최형우(2024년) |      |
| 나이 관련           | 최연소 수상자 :                                           | 19세 2개월 9일 : 김재현(1994년) |      |
| 득표 관련           | 최다 득표 수상자                                          | 350표 득표 : 이종욱(2007년, 총 397표, 득표율 88.2%) |      |
| 득표 관련           | 최다 득표율 수상자                                        | 99.26% : 마해영(2002년, 총 272표 중 270표 득표) |      |
| 득표 관련           | 최소 표차 수상자                                          | 2표차 : 정구선(1983년 2루수 부문, 29표 득표, 2위:김인식, 27표 득표) 김동수(1994년 포수 부문, 101표 득표, 2위:김동기, 99표 득표) 양준혁(2001년 지명타자 부문, 104표 득표, 2위:호세, 102표 득표) 조인성(2010년 포수 부문, 167표 득표, 2위:박경완, 165표 득표) |      |
| 득표 관련           | 최다 득표 탈락자                                          | 189표 : 이택근(2007년 외야수 부문, 총 397표, 3위 수상자는 이대형 : 208표 득표) |      |
| 고졸 신인 수상자    | 염종석(1992년), 김재현(1994년), 류현진(2006년)            | 염종석(1992년), 김재현(1994년), 류현진(2006년) |      |

## 같이 보기
- KBO 리그
- 골드글러브
- 미쓰이 골든 글러브상
- 최동원상
- 베스트 10